# E7 (európai út)
Az E7 európai út Pireneusokon keresztül halad észak-dél irányban. Két országon halad át Franciaország és Spanyolország. Északi kiindulópontja Pau, Franciaország és a spanyolországi, Zaragozaig tart.

## Települései
- Franciaország: Oloron-Sainte-Marie
- Spanyolország: Sabiñánigo, Huesca

## Franciaország

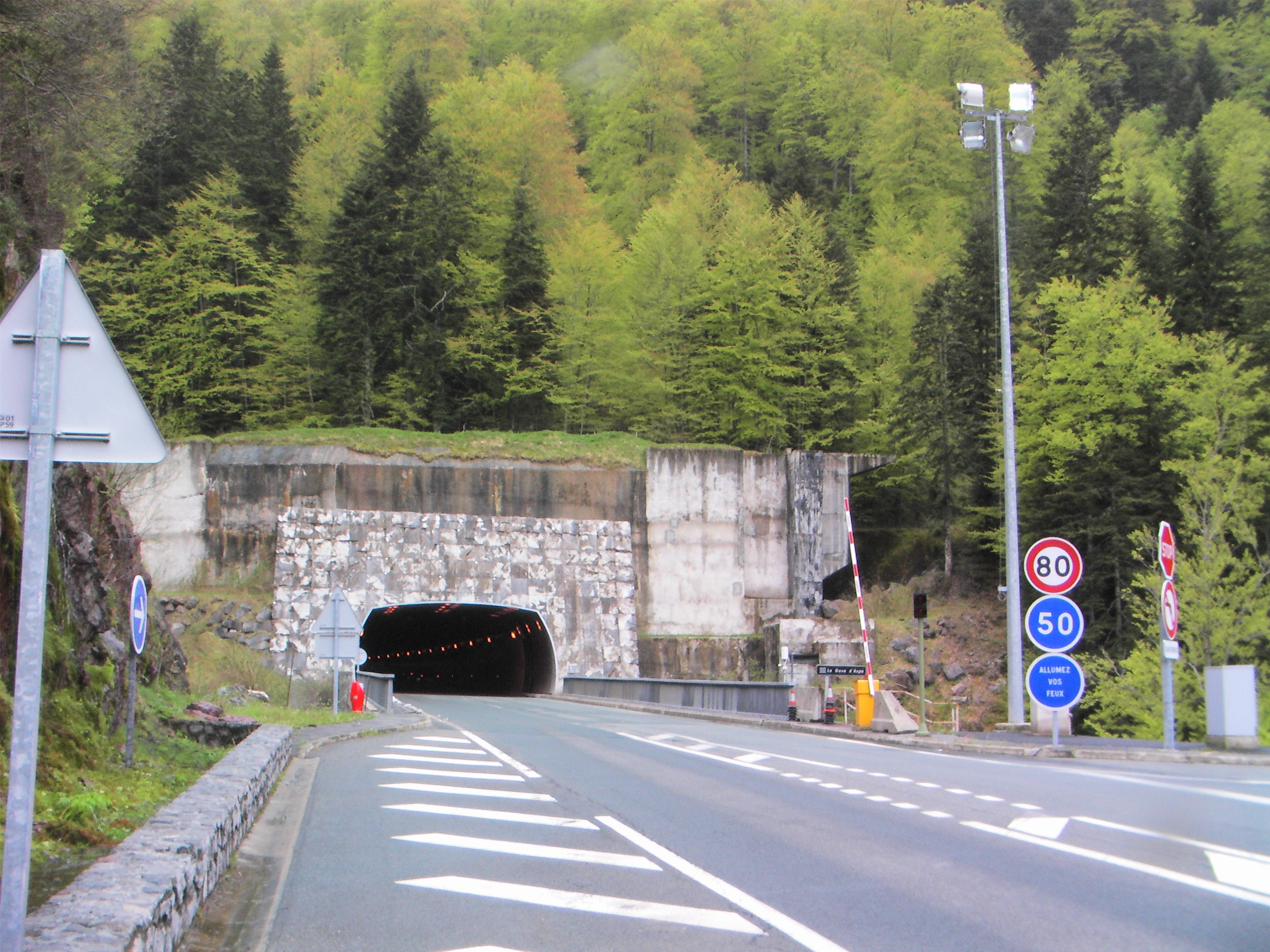
Az E7 Candanchú közelében.

Jelzés:
- E7: Pau - Bedous

## Spanyolország
Jelzés:
- N-330: Candanchú - Zaragoza
- A-23: Guasa - Villanueva de Gállego
- N-260: Sabiñánigo